# 穴水交流道

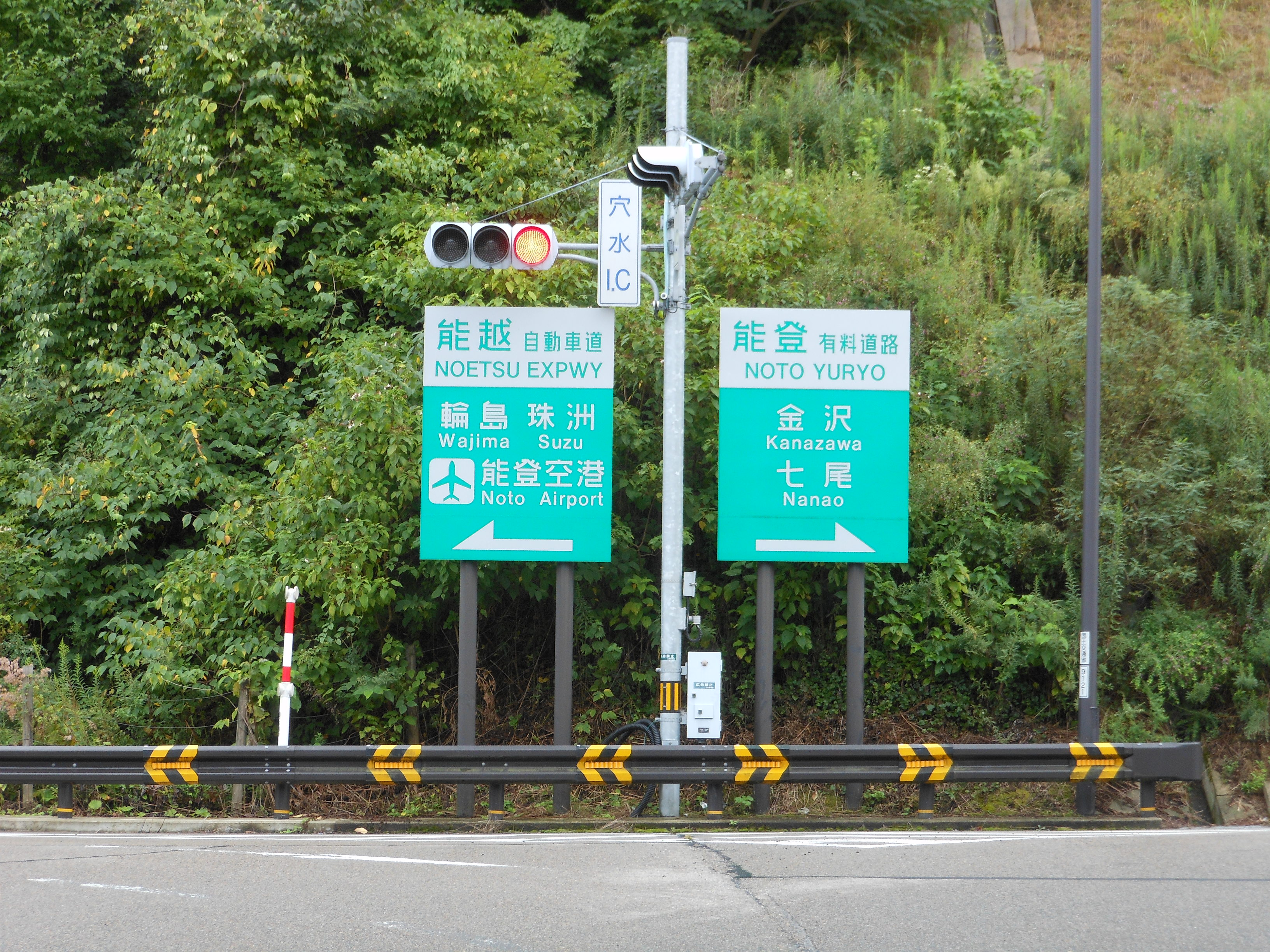
交差點

穴水IC（平假名：あなみずインターチェンジ）是位於石川縣鳳珠郡穴水町的能越自動車道與能登收費車道之交流道。

## 連接道路

### 直接連接
- 石川縣道1號七尾輪島線
- 石川縣道303號柏木穴水線

### 間接連接
- 國道249號

## 历史
- 1978年11月1日 - 能登收費車道橫田IC至本IC開通，此交流道也同時啟用，名叫此木IC。
- 2006年6月10日 - 能越自動車道此本IC至能登機場IC開通[1][2]，本IC改名為穴水IC。
- 2013年3月31日 - 能登收費道路取消收費，本IC以南区間成為能登里山海道[1]。

## 交流道周邊
- 穴水車站

## 鄰近設施
能登收費車道
越之原IC - 穴水IC
能越自動車道
越之原IC - 穴水IC - 能登機場IC

## 腳註
1. 1 2 3  . 石川県警察本部. 2022-03: 170.
2. ↑  . 北國新聞 (朝刊). 2006-06-11: 36.